# Klementyna Śliwińska
Klementyna Śliwińska z domu Falkowska (ur. 6 listopada 1892 w Śmiglu, zm. 22 maja 1980 w Poznaniu) – polska automobilistka, uczestniczka rajdów, propagatorka sportu samochodowego, publicystka motoryzacyjna, pierwsza Poznanianka i Wielkopolanka, która uzyskała prawo jazdy.

## Życiorys
Była córką wydawcy i drukarza, Leonarda Falkowskiego. Prowadzenia samochodu nauczyła się od kierowcy ojca, Stanisława Nogajczyka, na samochodzie NAG. Prawo jazdy zdobyła w 1914, mimo że podczas egzaminu potrąciła krowę. W 1921 wyszła za mąż za literata, Leona Śliwińskiego. W 1924 przyjęto ją do Wielkopolskiego Klubu Automobilistów i Motocyklistów. Na jej wniosek nazwę organizacji zmieniono na Automobilklub Wielkopolski, bowiem poprzednia nazwa, niezgodnie z prawdą, sugerowała przyjmowanie wyłącznie mężczyzn. Prowadziła działania propagujące automobilizm wśród kobiet. Była właścicielką poznańskiego salonu aut marki NAG, a potem marki Praga (Plac Wolności). W rajdach startowała na samochodach Praga Picolo. Wypożyczała auta Praga Grand Janowi Kiepurze, gdy ten występował w Poznaniu. Zleciła wykonanie filmu reklamowego tej marki. W 1922 otrzymała koncesję na uruchomienie pierwszych w Poznaniu regularnych linii autobusowych pod nazwą Poznańskie Autobusy T.A. 17 czerwca 1926 wystartowała w I Rajdzie Pań. Brała też udział w gymkhanach. Rywalizowała z mężczyznami. W 1927 wygrała poznańską gymkhanę, wyprzedzając dziewiętnastu innych zawodników. Startowała w samochodowych konkursach piękności. W 1930, wraz z siostrą Ojcumiłą, zajęła drugie miejsce w rajdzie Zjazd nad morze, gdzie należało przebyć jak największą odległość w ciągu 72 godzin. Pokonując 2143 km przegrała o 20 km z Janem Średnickim. Karierę przerwał jej wybuch II wojny światowej, po której nie powróciła już do sportu. Zajmowała się natomiast działalnością publicystyczną w dziedzinie motoryzacji. Publikowała m.in. w „Stolicy”, „Tygodniu”, „Motorze” i „Przekroju”. Pamiątki po niej gromadzi Muzeum Historii Miasta Poznania. Pochowana została na cmentarzu junikowskim.

## Upamiętnienie
W styczniu 2020 jej imieniem nazwano skwer na Wildzie w Poznaniu, u zbiegu ulic Hetmańskiej i Traugutta. Na Torze Poznań rozgrywany jest kobiecy rajd jej imienia.